# Pommerscher Greif (Verein)

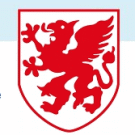
Vereinslogo des Pommerschen Greif e. V.

 Der gemeinnützige Verein Pommerscher Greif e. V. ist ein genealogischer Geschichtsverein.

## Geschichte
Der Verein wurde am 30. September 2000 in Greifswald am Rande der Jahreshauptversammlung der Gesellschaft für pommersche Geschichte, Altertumskunde und Kunst gegründet. Der Name nimmt auf das Wappen Pommerns Bezug. Er versteht sich als Fortsetzung der Pommerschen Vereinigung für Stamm- und Wappenkunde, die 1923 von Martin Bethe, Stettin, aus dem Roland Dresden heraus gegründet wurde.
Der Verein ist Mitglied in der Deutschen Arbeitsgemeinschaft genealogischer Verbände (DAGV), im Verein für Computergenealogie und arbeitet eng mit der
Arbeitsgemeinschaft ostdeutscher Familienforscher, dem Verein für mecklenburgische Familien- und Personengeschichte e. V. (MFP), der Brandenburgischen Genealogischen Gesellschaft (BGG) „Roter Adler“ e. V., den Pommerschen Leuten, USA, den schwedischen Gruppen Genealogie über die Ostsee und der Gesellschaft für pommersche Geschichte und Altertumskunde zusammen.

## Aufgaben

Forschungsgebiet Pommern

Zweck des Vereins ist laut Satzung die Erforschung, Pflege und Förderung der Orts- und Familiengeschichte der Provinz Pommern in den Grenzen von 1939 auf der Grundlage wissenschaftlicher Methodik und Dokumentation. Er beschäftigt sich auch mit Heraldik, Namensforschung und Siegelkunde, gibt Forschungshilfen und veröffentlicht familien- und ortsgeschichtliche Arbeiten.
Die Vereinsbibliothek und das Vereinsarchiv befanden sich zwischen 2015 und 2022 in Züssow, wo sie von Vereinsmitgliedern ehrenamtlich betreut wurden. Im Jahr 2022 konnte die langfristige Sicherung der pommerschen Buchbestände erreicht werden, in dem eine Kooperation mit der alten Universitätsbibliothek in Greifswald geschlossen wurde. Die Buchbestände wurden als Depositum im November 2022 nach Greifswald umgezogen.
Die Vereinsbibliothek hat auch Bestände der vormaligen Bibliothek im Pommern-Zentrum in Travemünde, die vom Pommerschen Zentralverband getragen worden war, übernommen. Zuvor waren umgekehrt Vereinsbibliothek und Vereinsarchiv jahrelang im Pommern-in Travemünde Zentrum untergebracht.
Einmal im Jahr finden Forschungsseminare statt und in loser Folge werden gemeinsame Forschungsreisen organisiert. Auf seiner Internetseite bietet der Verein eine digitale Bibliothek, die Datenbank der Hufenklassifikation 1717–1719 in Hinterpommern (siehe auch Peter von Blanckensee), und die digitale Veröffentlichung der Dänischen Lustration in Schwedisch-Pommern 1717.
Der Verein hat über 450 Mitglieder, auch aus Ländern, in die Pommern ausgewandert sind. Vorsitzender des Vereins war von 2001 bis 2013 Elmar Bruhn, Sohn von Max Bruhn, zwischen 2013 und 2016 leitete Dieter Wallschläger, ein an der Universität Potsdam tätiger Hochschullehrer, den Verein.

## Publikationen
- Sedina-Archiv, Familiengeschichtliche Mitteilungen Pommerns. (NF) (4-mal jährlich) ISSN 1610-0042
- Materialien zur pommerschen Familien- und Ortsgeschichte. 13 Bände (Stand 2013) ISSN 1610-6091
- Pommersche Kirchenbücher und Personenstandsregister. ISSN 1860-9481
- Die Namen der blanckenseeschen Hufenklassifikation in Hinterpommern 1717/19. Koglin, Greifswald 2010, ISBN 978-3-941135-35-2.